# 阿當·摩菲
阿當·摩菲（英語：Adam Moffat；1986年5月15日—），是一名蘇格蘭职业足球运动员，现效力于美國職業足球大聯盟球会哥倫布機員。